# 兒童地理學
兒童地理學屬於人文地理學研究的一部分，研究的是兒童生活的地方與空間。
自地理學的文化轉向以來，社會多被認為是異質而非均質的，且以多元、差異與主觀性為特質。在理論化孩童和他們的地理學時，研究的方法和本體論的假設常框限「兒童」與「成人」以強加一個兩極、階層和發展的模式，如此再生產和強化了兒童知識生產時，以成人為中心的言談之領導權。孩童的地理學自1990年代早期在人文地理學中發展，早期的工作可追溯至威廉·班吉對底特律和多倫多的孩子面對成人社會、文化、政治環境結構之空間壓迫的研究。
此發展呈現了早期人文地理研究大大地忽略了兒童的日常生活，疏忽了他們明顯地形塑一個社會區塊，有特別的需求和能力，可能以非常不同的方式經驗世界。
兒童地理學倚靠在兒童是一分享某些經驗、政治和道德特徵的社會群體之概念上，且值得研究。其英語標題（Children's geographies）為複數，暗指孩童的生活在不同的時間和地點，以及不同的情況下，如：性別、家庭和階級，將明顯不同。當前孩童的地理學之發展，試圖連接分析孩童的地理學之框架到一個多元觀點與自願性，以承認其地理學的多樣性。
兒童地理學有時被結合以與童年地理學(the geographies of childhood)做區分。前者的興趣在孩童的日常生活；後者的興趣在成人社會如何設想孩童的想法，及其如何衝擊孩童生活中的許多方面，此包括關於孩童的本質和相關(空間)涵義之想像。
兒童的地理學有完整的焦點研究範圍，包含孩童與城市、孩童與鄉村、孩童與科技、孩童與自然、孩童與全球化…等。而《兒童地理學報》是其重要刊物，能提供讀者對其（次）學科活躍的議題、理論與方法論發展之了解。